# Сестри Милосердя з Міядзаки
Се́стри Милосе́рдя з Міядза́кі (яп. 宮崎カリタス修道女会, Міядзакі Карітасу Сю:до:дзьокай, англ. Caritas Sisters of Miyazaki, CSM) — католицька монаша конгрегація папського права, заснована доном Антоніо Каволі (SDB) и доном інченцо Чіматті (SDB) 15 серпня 1937 року, в місті Міядзакі, Японія. Входить до складу Салезіанської сім'ї.

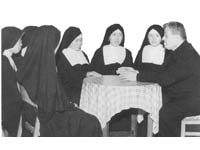
Антоніо Каволі і сестри конгрегації

Покровителями є св. Іван Боско, Діва Марія Заступниця Християн, св. Йосип, св. Вінсент де Поль.

## Історія

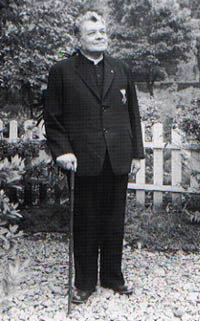
Дон Антоніо Каволі засновник згромадження Сестер Милосердя.

Конференція (група) «Сестер Милосердя», започаткована в 1928 році отцем-салезіанином Антоніо Каволі, разом з частиною «Конференції св. Вінсента», що потім влилася до неї, займалася «Садом Милосердя» —притулком для літніх людей і сиріт у Міядзакі. За порадою дона Вінченцо Чіматті групу перетворюють в Конгрегацію 15 серпня 1937 року.
8 серпня 1939 року дон Вінченцо Чіматті, апостольський префект Міядзакі, канонічно засновує Конгрегацію єпархіального права. В 1939 році вже є перші черниці, що принесли обітниця. Під час Другої світової війни конгрегація переживає, як і вся Японія, кризу і бідність. По закінченні війни конгрегація відкриває свої філії в Кореї, Латинській Америці і в Європі, продовжуючи займатися сиротами та літніми людьми. В 1948 році схвалений перший монастирський статут; останній, оновлений за правилами Салезіянської родини, був затверджений у вересні 1985 року. З 24 січня 1986 року Конгрегація входить до Салезіянської родини. У січні 1998 року Конгрегація стає Конгрегацією Папського права.

## Теперішній час

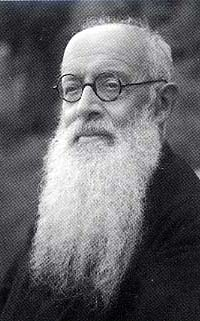
Дон Вінченцо Чіматті, співзасновник конгрегації Сестер Милосердя

За даними 2008 року, конгрегація налічує більше 1000 черниць (приблизно 500 сестер з Японії, 500 з Кореї та інших країн світу), які працюють в 11 країнах.

## Місія
Мета існування конгрегації — турбота про хворих і стражденних, сиріт, виховання і освіта дітей, турбота про нужденні сім'ї і літніх людей, євангелізація. Девіз конгрегації — «Блаженні милостиві» (Мт. 5:7) і «Ідіть, навчайте всі народи» (Мт. 28:19)

## Конгрегація і Салезіянська родина
Оскільки Сестри Милосердя є членами Салезіянської родини, то генеральний настоятель головної конгрегації в цій сім'ї — конгрегації Салезіан — є її натхненником і центром єдності. Конгрегація проводить місію Дона Боско в Церкві з урахуванням часу і місця діяльності. Інститут активно співпрацює з іншими групами Салезіянської сім'ї.

## Організація
У Конгрегацію приймають після періоду ознайомлення після закінчення 2-х років новіціяту.